# Kodály körönd (stanice metra v Budapešti)
Kodály körönd je stanice linky M1 budapešťského metra. Byla otevřena veřejnosti v roce 1896. Leží pod stejnojmenným náměstím kruhového tvaru pojmenovaném podle maďarského hudebního skladatele Zoltána Kodálye na významné budapešťské třídě: Andrássy út.